# CD83
CD83 (англ. CD83 molecule) – білок, який кодується однойменним геном, розташованим у людей на короткому плечі 6-ї хромосоми. Довжина поліпептидного ланцюга білка становить 205 амінокислот, а молекулярна маса — 23 042.
| 10         |  | 20         |  | 30         |  | 40         |  | 50         |
| ---------- |  | ---------- |  | ---------- |  | ---------- |  | ---------- |
| MSRGLQLLLL |  | SCAYSLAPAT |  | PEVKVACSED |  | VDLPCTAPWD |  | PQVPYTVSWV |
| KLLEGGEERM |  | ETPQEDHLRG |  | QHYHQKGQNG |  | SFDAPNERPY |  | SLKIRNTTSC |
| NSGTYRCTLQ |  | DPDGQRNLSG |  | KVILRVTGCP |  | AQRKEETFKK |  | YRAEIVLLLA |
| LVIFYLTLII |  | FTCKFARLQS |  | IFPDFSKAGM |  | ERAFLPVTSP |  | NKHLGLVTPH |
| KTELV      |  |            |  |            |  |            |  |            |

A: Аланін

C: Цистеїн

D: Аспарагінова кислота

E: Глутамінова кислота

F: Фенілаланін

G: Гліцин

H: Гістидин

I: Ізолейцин

K: Лізин

L: Лейцин

M: Метіонін

N: Аспарагін

P: Пролін

Q: Глутамін

R: Аргінін

S: Серин

T: Треонін

V: Валін

W: Триптофан

Локалізований у мембрані.